# Döhren (Melle)
Döhren ist ein Ortsteil der Stadt Melle im Landkreis Osnabrück in Niedersachsen. Der Ort bildete bis 1970 eine Gemeinde im damaligen Landkreis Melle und gehört heute zum Meller Stadtteil Riemsloh.

## Geographie
Zum Ortsteil Döhren gehört die südliche Hälfte des Ortes Riemsloh; dies ist der Teil von Riemsloh, der südlich des Straßenzuges Alt Riemsloh – Herforder Straße liegt. Die Nordhälfte von Riemsloh liegt im Ortsteil Krukum. Dieses Kuriosum ist dadurch bedingt, dass das alte Kirchdorf Riemsloh vor 1970 nie eine eigene Bauerschaft oder politische Gemeinde bildete, sondern sich beiderseits der Grenze zwischen den Bauerschaften Döhren und Krukum entwickelte. Das übrige Gebiet des Ortsteils Döhren besteht, wie für Meller Bauerschaften typisch, aus verstreut liegenden Einzelhöfen. Südwestlich von Riemsloh liegt das Landschaftsschutzgebiet Waldgebiet in Döhren.

## Geschichte
Döhren gehörte bis zu den Napoleonischen Kriegen zum Amt Grönenberg des Hochstifts Osnabrück. Von 1807 bis 1810 gehörte Döhren zum Kanton Neuenkirchen des napoleonischen Satellitenstaats Königreich Westphalen. Von 1811 bis 1813 gehörte der Ort unmittelbar zu Frankreich und dort zur Mairie Riemsloh im Arrondissement Osnabrück des Departements der Oberen Ems. 1814 kam Döhren zum Königreich Hannover und bildete dort eine Gemeinde im Amt Grönenberg. 1867 fiel Döhren mit dem gesamten Königreich Hannover an Preußen und seit 1885 gehörte die Gemeinde zum Landkreis Melle. Innerhalb des Landkreises Melle gehörte die Gemeinde zur Samtgemeinde Riemsloh-Hoyel. Am 1. Januar 1970 wurde Döhren in der ersten Phase der Gebietsreform in Niedersachsen Teil der neuen Gemeinde Riemsloh, die alle Mitgliedsgemeinden der aufgelösten Samtgemeinde Riemsloh-Hoyel umfasste. Die Gemeinde Riemsloh wiederum wurde am 1. Juli 1972 Teil der Stadt Melle.

## Einwohnerentwicklung
| Jahr | Einwohner | Quelle |
| ---- | --------- | ------ |
| 1845 | 677       | [ 2 ]  |
| 1871 | 640       | [ 3 ]  |
| 1910 | 624       | [ 4 ]  |
| 1939 | 558       | [ 5 ]  |
| 1950 | 946       | [ 6 ]  |
| 1961 | 720       | [ 6 ]  |

## Bau- und Naturdenkmale
In Döhren sind mehrere Bauwerke denkmalgeschützt:
- Ein Hallenhaus an der Eschstraße 5
- Mehrere Gebäude des Hofs König an der St.-Annener-Straße 44
- Ein Hallenhaus an der Ratsherrenstraße 75
- Ein Sühnestein an der Westhoyeler Straße
- Zwei Gebäude des Hofs Abing an der St.-Annener-Straße 20
- Eine Klause am Lindenfeld 1
- Ein Wohnhaus an der St.-Annener-Straße 15
- Ein Hallenhaus, Alt Riemsloh 2
- Ein Dreiständerbau, Alt Riemsloh 4

Die Hainbuche an der St.-Annener-Straße 49 ist ein Naturdenkmal.

## Wirtschaft
Das Werk der Ruwac Industriesauger liegt an der Westhoyeler Straße am Ortsausgang von Riemsloh. An der Rahdenstraße im Südwesten des Ortsteils ist eine Tonsteingrube in Betrieb.